# Villers-lès-Luxeuil
Villers-lès-Luxeuil – miejscowość i gmina we Francji, w regionie Burgundia-Franche-Comté, w departamencie Górna Saona.
Według danych na rok 1990 gminę zamieszkiwało 240 osób, a gęstość zaludnienia wynosiła 26 osób/km² (wśród 1786 gmin Franche-Comté Villers-lès-Luxeuil plasuje się na 507. miejscu pod względem liczby ludności, natomiast pod względem powierzchni na miejscu 481.).